# Sluggy Freelance
Sluggy Freelance er en daglig web-baseret tegneserie skabt af Pete Abrams. Første stribe blev publiceret 25. august 1997. 
Sluggy Freelance er en af de første (hvis ikke den første) web-baserede tegneserie, der har genereret nok penge til at dens skaber har kunnet leve af det.
| Taleboble | Spire Denne tegneserieartikel er en spire som bør udbygges. Du er velkommen til at hjælpe Wikipedia ved at udvide den. |